# Fernando Monasterio Bustos
Fernando Monasterio Bustos (n. 1890) fue un militar español, miembro de la Guardia Civil.

## Biografía
Nació en Madrid el 4 de agosto de 1890. Ingresó en la Academia de Infantería de Toledo en 1908, de la que saldría tres años después con la graduación de 2.º teniente. Fue destinado al Regimiento «Wad Ras» n.º 50, unidad con la cual intervendría en las campañas de Marruecos. Intervino en la toma de Monte Arruit, hazaña por la que sería condecorado con la Cruz del Mérito Militar. Regresó a la península en 1914, ingresando a finales de año en la Guardia Civil.
En el instituto armado fue profesor en el Colegio de Guardias Jóvenes, ejerciendo posteriormente el mando de los tercios 14.º y 24.º, así como la Comandancia de La Coruña. En 1920 ascendió a capitán y en 1934 ascendería a comandante. Durante la Segunda República estuvo destinado en el Parque Móvil de la Guardia Civil.
Tras el estallido de la Guerra civil se mantuvo fiel a la República, siendo un estrecho colaborador del general Sebastián Pozas. Durante la contienda mandó diversas unidades de la Guardia Nacional Republicana y el Cuerpo de Seguridad, estando destinado en los frentes de Brunete, Chapinería y Cuelgamuros. Llegaría a alcanzar el rango de teniente coronel. En abril de 1938 fue nombrado comandante de la 29.ª División, en el frente de Extremadura. En noviembre de 1938 se afilió al PSOE.
Tras el final de la contienda hubo de exiliarse a Francia, trasladándose a México en 1940. Seis años después volvería nuevamente a trasladarse a Francia, tras pasar brevemente por los Estados Unidos, instalándose en la localidad de Burdeos. No regresaría a España hasta 1948.